# Margaret Frere
Margaret Frere (* 12. August 1863 in Bloomsbury, London; † 14. März 1961 in Sawbridgeworth, Hertfordshire) war eine englisch-britische Schulleiterin und Sozialarbeiterin, die ein Modell für einen Schulbetreuungsdienst entwickelte, der in allen Londoner Grundschulen eingeführt wurde.

## Leben
Frere war das einzige Kind von Adelaide Ellen, geborene Rowe, und Bartle John Laurie Frere, einem Anwalt.
In den 1890er Jahren war sie Schulleiterin einer Armenschule im Londoner Stadtteil Seven Dials. Sie hatte 1898 erkannt, dass die Verteilung von fehlenden Gütern wie Abendessen, Kleidung und Stiefeln den armen Kindern nichts brachte, da sie danach unterernährt und schlecht gekleidet blieben. Gemeinsam mit einer anderen Leiterin besuchte sie die Häuser der Kinder, die Hilfe erhielten. Sie erkannte, dass es keine dauerhafte Verbesserung gab, wenn nicht auch die Eltern besucht und unterstützt wurden. Im Januar 1899 gründeten Board und Lehrkörper von Freres Armenschule ein Charitable Funds Committee, das das Problem angehen sollte. Sie besuchten die Familien in Bezug auf Schuhe und Kleidung, körperliche Gebrechen, Ferien und Beschäftigung nach der Schule. Im Jahr 1902 wurde der Name in Children's Relief Committee und dann in Children's Care Committee geändert. Die Londoner School Board attestierte Freres Schule einen außergewöhnlichen Standard.
Als 1904 die Zuständigkeit für die Londoner Schulen dem London County Council (LCC) übertragen wurde, wurden die Schulhilfskomitees zusammengeführt und 1907 vom LCC zum Schulpflegedienst (School Care Service) weiterentwickelt, einem londonweiten Netz von Komitees, die an Grundschulen angesiedelt waren und die Aufgabe hatten, dafür zu sorgen, dass arme Schüler ausreichend ernährt und gekleidet wurden, um von ihrer Schulbildung zu profitieren. Der Schulpflegedienst wurde mit ehrenamtlich arbeitenden Frauen, örtlichen Schulleitern, Lehrern, Schulaufsichtsbeamten und anderen interessierten Außenstehenden besetzt. Frere wurde 1907 als Mitglied in den Bildungsausschuss LCC kooptiert. Von 1909 bis zu dessen Auflösung im Jahr 1925 war sie Mitglied des Unterausschusses für Kinderbetreuung und von 1910 bis 1914 dessen stellvertretende Vorsitzende. Im Jahr 1925 zog sie sich aus diesen Gremien zurück, setzte aber ihre ehrenamtliche Arbeit für die Schulpflege noch viele Jahre fort.
Im Jahr 1909 veröffentlichte sie ein kleines Handbuch Children's Care Committees: How to Work Them in Public Elementary Schools, das sie an Schulleiterinnen richtete, um ihnen bei „dieser Ergänzung der offiziellen Arbeit um die soziale und karitative Arbeit“ zu helfen.
Vor Ausbruch des Krieges beschloss das LCC, den Schulpflegedienst in Richtung Schulsozialarbeit weiter auszubauen und „häusliche mit der schulischen Erziehung“ vereinen. Freres Komitees dienten dabei als Blaupause. Der neue Schulbetreuungsdienst stützte sich auf Freiwillige, die jedoch anfangs von zwei Frauen organisiert wurden, die beim LCC angestellt waren; Helen Nussey war eine von ihnen. Theodora Morton war ihre Chefin und Leiterin des neuen Dienstes. Als der Krieg 1939 ausbrach, gab es 158 fest angestellte Mitarbeiter und 5.000 Freiwillige, die jede Grundschule in London betreuten. Und jede Schule verfügte über ein Komitee.
Frere war zeitlebens stolz auf den Schulpflegedienst und Schulbetreuungsdienst, die sie als aus „einer von ihr gepflanzten Eichel“ entstanden sah. Alter und Krankheit verwehrten ihr die Teilnahme an den Jubiläumsfeierlichkeiten im Jahr 1958 teilzunehmen, aber sie schickte einen Brief. 
Frere starb 1961 im Alter 97 Jahren in Sawbridgeworth.